# Hohenzollernstraße 66 (Mönchengladbach)

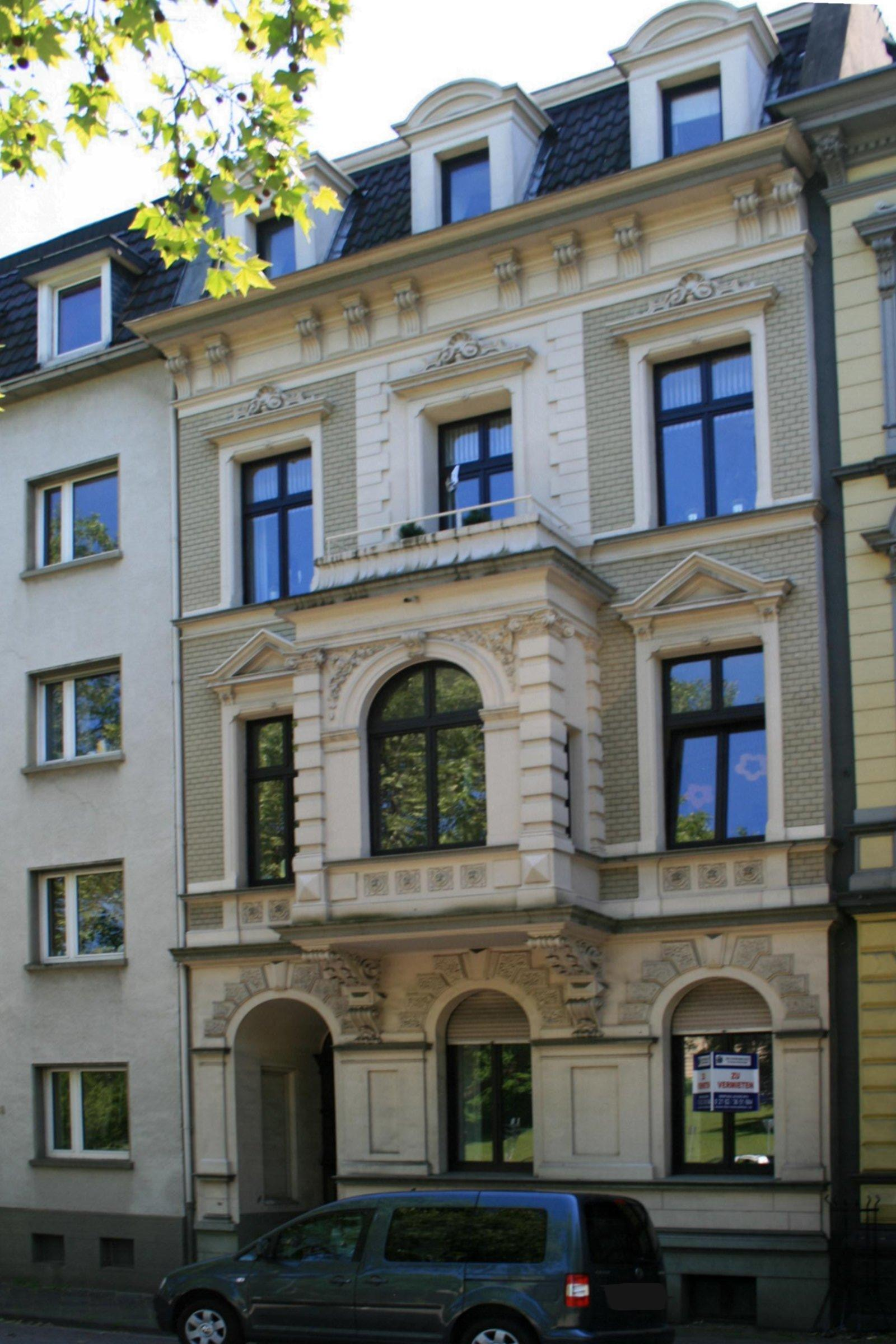
Wohnhaus (2010)

Das Wohnhaus Hohenzollernstraße 66 steht in Mönchengladbach (Nordrhein-Westfalen).
Das Gebäude wurde Ende des 19. Jahrhunderts erbaut. Es wurde unter Nr. H 011  am 4. Dezember 1984 in die Denkmalliste der Stadt Mönchengladbach eingetragen.

## Architektur
Es handelt sich um ein Mehrfamilienhauses mit Mansarddach.